# Golfbaan Bentwoud
Golfbaan Bentwoud is een openbare 'pay & play'-golfbaan in het natuurgebied Bentwoud in de Zuid-Hollandse gemeente Alphen aan den Rijn. De baan wordt ook bespeeld door Golfclub Bentwoud.

## De baan
De aanlegvergunning was in juni 2009 rond, de grond (van ruim 100 hectares) werd in februari 2010 in erfpacht verworven en in juni 2011 werden de eerste holes geopend. Sinds 2012 bestaat de baan uit vier lussen van negen holes: Zuidwoud, Noordwoud, Oostwoud en Westwoud. Deze laatste lus werd op 1 juni 2012 geopend. 

### Drie 9-holes-wedstrijdbanen
Oostwoud, Zuidwoud en Westwoud zijn de drie wedstrijdlussen. Ook wel A-, B- en C-lus genoemd, die voor 18 holes in combinatie gespeeld worden. 

### Par 3/4-baan
Noordwoud is een korte golfbaan van negen holes (par 29) waarin geen par-5-hole voorkomt. Het hele plan is een ontwerp van Gerard Jol.

## Golfclub
Golfbaan Bentwoud is een openbare golfbaan en heeft als een van de vaste gebruikers een golfclub: Golfclub Bentwoud.